# Cary Stayner
Cary Stayner (Merced, Kalifornia, 1961. augusztus 13. –) amerikai sorozatgyilkos, az úgynevezett Yosemite gyilkos, akit halálra ítéltek  négy nő meggyilkolása miatt. Stayner 1999-ben a Kalifornia államban található Yosemite Nemzeti Parkban  ölte meg Carole Sundot, Julie Sundot, Silvina Pelossót és Joie Armstrongot.

## Élete
Cary Stayner gyerekkora későbbi életére is kihatott. Mindössze 11 éves volt, amikor 1972-ben öccsét, Stevent elrabolta Kenneth Parnell gyermekmolesztáló, és több mint hét évig fogva tartotta. Cary Stayner később azt mondta, úgy érezte, hogy szülei, megtörve kisebbik fiúk elrablása miatt, elhanyagolták őt. Amikor 1980-ban Steven megmenekült és hazatért, azonnal a média kereszttüzébe került a család. Steven történetéről televíziófilm és regény is készült. A fiú 1989-ben motorbalesetben meghalt.
1990-ben nagybátyja, akinél Cary Stayner abban az időben lakott, gyilkosság áldozata lett. Stayner 1991-ben öngyilkosságot kísérelt meg. 1997-ben őrizetbe vették marihuána és amfetamin  birtoklása miatt, de a vádat később ejtették. A férfi 1997-ben a Yosemite Nemzeti Parkba költözött mindenesnek.

## A gyilkosságok
1999. február 12-én Carole Sund, a lánya, Julie és a 16 éves argentin Silvina Pelosso cserediák vakációra indult a Sierra Nevada-hegységbe, a Yosemite Nemzeti Parkba. Egy piros Pontiac Grand Prix autót béreltek, amellyel Cedar Lodge-ba utaztak, ahova február 14-én érkeztek meg. Másnap kirándulást tettek a parkban található mamutfenyőkhöz, estére pedig kikölcsönöztek egy videókazettát, amelyet a szobájukban néztek meg. Ezután már senki nem látta őket élve.
Másnap a szoba üres volt, az asztalon hevertek a szobakulcsok. Mivel a szállást korábban kifizették, a személyzet az hitte, hogy Sundék hazautaztak. Miután Carole Sund és lánya nem érkezett haza, valamint a bérelt Pontiacot sem vitték vissza, a rendőrség nyomozni kezdett az eltűnt nők után. A rendőröknek az volt a meggyőződésük, hogy a nők eltévedtek a közeli erdőkben. Március 18-án egy kiránduló fedezte fel a kiégett Pontiacot az erdő egy elhagyatott részén. Az autóban Carol Sund és Silvina Pelosso elszenesedett holttestére bukkantak.
Március 25-én a Pedro-tóban megtalálták Julie Sund holttestét; a lánynak a gyilkos elvágta a torkát. A rendőrség számtalan személyt kihallgatott, de nem talált értékelhető nyomot.
Július 22-én egy újabb holttestre bukkantak. A meggyilkolt nő Joie Ruth Armstrong, a Yosemite Nemzeti Park egyik gyermektáborának vezetője volt. A nőt lefejezte a gyilkosa. Július 24-én Jeff Rinek Szövetségi Nyomozóiroda-ügynök őrizetbe vette Staynert, akinek a lakásában bizonyítékokat találtak. Cary Stayner bevallotta, hogy ő követte el mind a négy gyilkosságot. Az őrizetbe vételét követő kihallgatáson azt mondta, hogy hétéves kora óta fantáziált nők meggyilkolásáról.

## Büntetés
Stayner a bíróság előtt nem ismerte el bűnösségét, és beszámíthatatlannak vallotta magát. Az ügyvédei ennek bizonyításául gyermekkori szexuális zaklatásokra, kóros elmeállapotra, elmebetegségre hivatkoztak. A bíróság nem találta megalapozottnak a védelem érveit, így Staynert négyrendbeli gyilkosságért 2002-ben halálra ítélték. A sorozatgyilkost a San Quentin állami börtönben őrzik.

## Médiafigyelem
Stayner elfogása után széles körű figyelem irányult az esetre, sokan kritizálták az FBI-t, mivel a gyilkost csak a negyedik áldozat megtalálása után vették őrizetbe, holott már korábban is szóba került lehetséges elkövetőként. Több jogász és igazságügyi orvosszakértő is azt állította, hogy Stayner nem követhette el a gyilkosságokat egyedül. Végül senki mást nem hoztak kapcsolatba a bűncselekményekkel.